# موکسونیدین
موکسونیدین (انگلیسی: Moxonidine) موکسونیدین (INN) یک نسل جدید داروی ضد فشار خون آگونیست گیرنده آلفا-۲/ایمیدازولین است که دارای مجوز برای درمان فشار خون بالا خفیف تا متوسط است. زمانی که تیازیدها، بتابلاکرها، مهارکننده‌های ACE و مسدودکننده‌های کانال کلسیم مناسب نباشند یا در کنترل فشار خون ناکام باشند، ممکن است نقش داشته باشد. افزون بر این، ظاهراً مستقل از کاهش فشار خون، اثرات مطلوبی را بر پارامترهای سندرم مقاومت به انسولین نشان می‌دهد. همچنین یک آزادکننده هورمون رشد است.

## مکانیسم عمل
موکسونیدین یک آگونیست انتخابی در زیرگروه ۱ گیرنده ایمیدازولین (I1) است. این زیرگروه گیرنده در هر دو ناحیه پرسور جانبی شکمی منقاری و فشاردهنده شکمی میانی مدولا ابلونگاتا یافت می‌شود؛ بنابراین موکسونیدین باعث کاهش فعالیت سیستم عصبی سمپاتیک و در نتیجه کاهش فشار خون می‌شود.
موکسونیدین در مقایسه با داروهای ضد فشار خون مرکزی قدیمی تر، با میل ترکیبی بسیار بیشتری به گیرنده ایمیدازولین I1 نسبت به گیرنده α۲ متصل می‌شود. در مقابل، کلونیدین با میل ترکیبی تقریباً برابر به هر دو گیرنده متصل می‌شود. موکسونیدین میل ترکیبی با I1 دارد که ۳۳ برابر بیشتر از α۲ است، در مقایسه با کلونیدین که تنها چهار برابر بیشتر است.
افزون بر این، موکسونیدین همچنین ممکن است باعث افزایش دفع سدیم شود، مقاومت به انسولین و تحمل گلوکز را بهبود بخشد و در برابر آسیب ارگان هدف پرفشاری خون، مانند بیماری کلیوی و هیپرتروفی قلبی، محافظت کند.

## خواص فارماکودینامیک

### اثرات بر مقاومت به انسولین
در تمام مدل‌های حیوانی مقاومت به انسولین، موکسونیدین اثرات قابل توجهی بر ایجاد مقاومت به انسولین، هیپرانسولینمی و اختلال در هموستاز گلوکز داشت. با توجه به اهمیت مقاومت به انسولین به عنوان یک عامل خطر برای بیماری‌های قلبی عروقی، نشان داده شده‌است که این مقاومت باعث بهبود حساسیت به انسولین می‌شود.

## فارماکولوژی ایمنی
مطالعات سم‌شناسی معمول هیچ مدرکی مبنی بر اینکه موکسونیدین دارای پتانسیل تراتوژنیک، جهش زایی یا سرطان زایی است ارائه نکرده‌است. شواهدی مبنی بر اثرات نامطلوب جدی بر روی اندام‌ها یا سیستم اندام‌ها یافت نشده‌است، و نشان داده نشده‌است که این دارو اثرات مضری بر رشد و تکامل پری ناتال یا پس از زایمان داشته باشد.

## هشدارها
در بیمارانی که نارسایی کلیوی متوسط تا شدید دارند باید از مصرف موکسونیدین خودداری شود. همچنین باید از قطع ناگهانی دارو خودداری شود. اگر درمان همزمان با بتا بلاکر باید قطع شود، ابتدا باید بتا بلوکر و سپس موکسونیدین پس از چند روز قطع شود. الکل ممکن است اثرات کاهش فشار خون موکسونیدین را تشدید کند.

## اثرات سینرژیک دارو
تجویز همزمان موکسونیدین و یک دیورتیک تیازیدی مانند هیدروکلروتیازید اثر ضد فشار خون هم افزایی داشت.

## موارد منع مصرف
اگر سابقه آنژیوادم در گذشته وجود داشته باشد، منع مصرف دارد. اختلالات هدایت قلب (به عنوان مثال، سندرم سینوس بیمار، بلوک قلبی درجه دوم یا سوم)؛ برادی کاردی؛ نارسایی شدید قلبی یا بیماری عروق کرونر. همچنین: سندرم رینود، لنگش متناوب، صرع، افسردگی، بیماری پارکینسون، گلوکوم. استفاده در بارداری ممنوع است. موکسونیدین وارد شیر مادر می‌شود.
مرگ و میر بیش از حد در بیماران مبتلا به نارسایی قلبی علامت دار در مطالعه MOXCON دیده شده‌است. با این حال، کارآزمایی MOXCON از دوز بسیار بالای ۳ میلی‌گرم در روز استفاده کرد که بسیار بالاتر از دوز طبیعی ۰٫۲–۰٫۶ میلی‌گرم در روز است.

## اثرات جانبی
عوارض جانبی قابل توجه عبارتند از خشکی دهان، سردرد، خستگی، سرگیجه، ادم متناوب صورت، حالت تهوع، اختلالات خواب (به ندرت آرام‌بخش)، آستنی، اتساع عروق، و به ندرت واکنش‌های پوستی.